# أكمل الدين
هو أكمل الدين بن يوسف الكريمي الدمشقي، ولد سنة 1603م الموافق 1012هـ، شاعر، متقن للموسيقى، كان عارفاً باللغة الفارسية والتركية، شرح ديوان ابن الفارض، وتولى نيابة القضاء بمحاكم دمشق، واصيب بالماليخوليا في آخر أيامه، حيث توفى سنة 1670م الموافق 1603هـ.